# MT1F
MT1F‏ (Metallothionein 1F) هوَ بروتين يُشَفر بواسطة جين MT1F في الإنسان.